# Acrolophus ductifera
Acrolophus ductifera är en fjärilsart som beskrevs av Edward Meyrick 1927. Acrolophus ductifera ingår i släktet Acrolophus och familjen Acrolophidae. Inga underarter finns listade i Catalogue of Life.